# Akbar (thé)
Pour les articles homonymes, voir Akbar.
Akbar est une société de thé appartenant à Akbar Brothers Ltd. et basé au Sri Lanka. La société produit une gamme de sachets de thé en vrac : thé noir, thé vert, thés aromatisés et tisanes. Akbar Brothers est le plus grand exportateur de thé du Sri Lanka,. 
La marque Alghazaleen Tea d’Akbar Brothers est très populaire en Jordanie, en Iran et en Afghanistan.

## Histoire
En 1864, Cheikh Hebtulabhoy (1834-1897) émigre de l'Inde au Sri Lanka et crée une société d'importation et d'exportation de produits alimentaires basée à Pettah. Son fils, Tyeabally Shaikh Hebtulabhoy (1888-1928), créa la compagnie de thé Hebtulabhoy & Company Limited, et a commencé à expédier du thé à l'étranger en 1907.
En 1969, les petits-fils de Cheikh Hebtulabhoy, Abbasally, Abidally et Inayetally Akbarally, ont démissionné de l'entreprise familiale Hebtulabhoys & Co. et ont fondé Akbar Brothers. En moins de trois ans, Akbar Brothers exportait vers les principaux marchés du thé du Moyen-Orient, ainsi que d’autres régions du monde. 
En 1972, Akbar Brothers Limited est fondé. Le père démantèle l'entreprise Hebtulabhoys & Co pour rejoindre ses 3 fils.